# Кіровоградський медичний коледж імені Є. Й. Мухіна
Кіровоградський медичний фаховий коледж імені Є. Й. Мухіна  — заклад фахової передвищої освіти, м. Кропивницький.

## Передісторія

### Організація фельдшерсько-акушерської школи
У 1788 р. у Єлисаветграді (нині Кропивницький) було засновано медико-хірургічну школу, яка вже за десять років підготувала 255 лікарів та підлікарів, кожен восьмий випускник медзакладу закінчив Єлисаветградську медико-хірургічну школу.
З 1918 року в Єлисаветграді розпочинається  відбудова лікарень, які були зруйновані. Медична мережа була передана військовому відомству, приватні лікарні націоналізовані. Холера, що спалахнула влітку 1919 року в Олександрії і Павлиші, вимагала напруженої роботи всіх медичних закладів. На початку 1920 року в підпорядкуванні епідемічної служби повітздороввідділу Єлисаветграда було 16 лікувально-профілактичних закладів: «Червоний госпіталь», лазарет ім. Леніна, дві міські радянські лікарні та чотири амбулаторії. Працювало 48 лікарів й 52 фельдшери, а на кінець відбудовного періоду в 17 лікарнях і амбулаторіях 144 лікарі та фельдшери надавали трудящим безкоштовну медичну допомогу. У 1923 році в Єлисаветградському повіті було зареєстровано 289 випадків черевного тифу, 671 — висипного, 2259 — поворотного, 253 — нез'ясованого виду; 431 випадок дизентерії та інших гострих шлунково-кишкових захворювань, 5563 — малярії. Мали місце й випадки небезпечних інфекцій: віспи — 35, сибірської виразки — 42, правця — 8, сапу — 4, холери — 1. Значним залишалося число дитячих інфекцій: кашлюку — 660, кору — 221, паротитної інфекції — 30, скарлатини — 60, дифтерії — 73.
У 1924 році в Єлисаветграді було чотири лікарні на 250 ліжок, чотири дільничних амбулаторії, центральна робітнича поліклініка, туберкульозний диспансер, два фельдшерських пункти, дитяча консультація, дитячий будинок на 85 ліжок, центральні дитячі ясла на 40 дітей. У 1925 році  затверджено Положення про місцеві органи Народного комісаріату охорони здоров'я. В окружних і районних виконкомах були введені посади інспекторів з питань охорони здоров'я. Поряд із зростанням і вдосконаленням лікувальної мережі, створенням спеціальної медичної допомоги проводиться цілеспрямована робота щодо підвищення кваліфікації лікарів. Так, протягом 1925—1926 рр. на курсах за різними спеціальностями в інститутах Одеси, Харкова та Ленінграда побувало 14 лікарів із Єлисаветградського повіту. Виникла потреба в підготовці медпрацівників безпосередньо в окружному центрі. Зінов'євську медпрофшколу було відкрито у жовтні 1928 року. До неї було подано 167 заяв, а зараховано 89 учнів, які поділялися на дві групи: фельдшерську в складі 46 чоловік і акушерську — 43 чоловіки. Учнями першого набору стали особи, які працювали на посадах медичних працівників, не маючи документів про відповідну освіту, а також випущені в роки Першої світової війни ротні фельдшери — вони й склали групу першого випуску помічників лікарів-екстернів, приблизно 1931 року. Готували їх директор — лікар М. Є. Леонтьєв та досвідчені викладачі, провідні фахівці й лікарі Б. В. Бреслав, М. А. Квят, Д. Е. Лапков, П. Т. Приз, С. С. Рейснер, А. В. Рєзников, К. І. Самгородський, Н. І. Ширман. Навчального корпусу фельдшерсько-акушерська школа не мала, тож заняття проводились в приміщенні колишньої школи № 18, яка знаходилась по вул. Шевченка, 10. Орендна плата за рік складала 300 карбованців. Школа існувала за рахунок коштів, котрі вносилися учнями. Діти поділялися на тих, що оплачували навчання, — 75 чол., та тих, хто навчався безкоштовно, — 14 чол. У 1929—1930 навчальному році в медпрофшколі навчалося 212 чол., у 1930—1931 — 320, а у 1938 р. кількість учнів становила 905 чол.
23 грудня 1940 р. Кіровоградська фельдшерсько-акушерська школа була об'єднана з Кіровоградською школою медсестер під назвою «Кіровоградська середня медична школа» з профілем: фельдшер, санітарний фельдшер, акушерка, медсестра. Медичних сестер готував міський комітет Червоного Хреста і Півмісяця. Учнівський колектив складало 905 чоловік. На той час навчальний заклад уже мав своє приміщення, гуртожиток та клуб.

### У роки Другої світової війни (1939—1945рр.)
З початком війни на битву з ворогом разом з доблесними військами піднялися й люди в білих халатах. Під смертоносним вогнем виносили вони поранених з поля бою, доставляючи їх в батальйонні й полкові медичні пункти, надавали необхідну допомогу, евакуйовували в шпиталі та тилові спеціалізовані заклади. Під час окупації міста фашистськими загарбниками навчальний заклад було закрито. На окупованій території активно діяли партизанські та підпільні групи, в яких брали участь медичні працівники, викладачі та випускники навчального закладу. У період війни в армії і на флоті перебувало більше 200 тисяч лікарів і близько 500 тисяч фельдшерів, медичних сестер, санінструкторів і санітарів, багато з них загинули в полум'ї боїв. Зусиллями і турботами медиків була надана допомога 10 млн захис¬ників Батьківщини. Це — подвиг в ім'я життя. Від початку і до кінця пройшли дорогами війни випускники та викладачі Кіровоградської фельдшерсько-акушерської школи — Авраменко Іван Тимофійович, Буяков Григорій Микитович, Васильєв В. М., Веліховська Марія Яківна, Волкова Любов Валентинівна, Діденко Павло Якович, Євграфова Іраїда Костянтинівна, Завгородня-Риндіна Галина Яківна, Калінкіна Агафія Іванівна, Камакін Сергій Григорович, Лазарєв Костянтин Володимирович, Мішин Борис Михайлович, Муха Варвара Яківна, Одиноченко Наталя Федосіївна, Радченко Микола Костянтинович, Савченко Михайло Михайлович, Садовнича Поліна Іванівна, Сидорова Валентина Андріївна, Ярифа Клавдія Григорівна.

### Кіровоградське медичне училище
Після звільнення м. Кіровограда 08 січня 1944 року від німецько-фашистської окупації заняття у фельдшерсько-акушерській школі відновили 02 березня 1944 року. Протягом року в школі навчалось 239 чоловік, в 1946—579, а в 1950 році — 833. У післявоєнний період контингент учнів поступово збільшувався, розширювалося коло фахів, за якими велась підготовка медичних працівників — медсестер загального профілю та дитячих лікувально-профілактичних закладів, фельдшерів, акушерок, санітарних фельдшерів, фельдшерів-лаборантів, зуботехніків, фармацевтів.
У різні роки заклад очолювали: М. Є. Леонтьєв (1928—1931), Є. Г. Кавуновська (1931—1941), К. С. Карліна (1944), Є. П. Фесенко (1944—1946), В. К. Ведута (1946—1950), Н. Ф. Одиноченко (1950—1953), ЛЛ.Лементарьова (1953—1973), Б. О. Віденко (1973—1975), П. В. Колечкін (1975—1997), П. І. Сидоренко (з 1997 року). Заступниками директора з навчальної роботи працювали: І. Я. Вергелес, О. Ф. Токова, Г. А. Посторонко, В. І. Марутцак, Г. О. Бондаренко, з 1999 р. — В. П. Шевчук.
У 1967 році почалося спорудження нового навчального корпусу, а згодом і нового гуртожитку. Учні училища з великим ентузіазмом працювали на будівництві. Багато зусиль для створення матеріальної бази доклала тодішній директор Л. Л. Лементарьова, яка протягом 20 років очолювала заклад. У грудні 1971 року почалися заняття у новому чотириповерховому навчальному корпусі, де розмістилося 35 добре обладнаних аудиторій, 24 кабінети, 17 лабораторій, бібліотека з читальною залою, спортивна зала, їдальня. В училищі діяли два відділення — денне і вечірнє. На денному навчалося близько півтори тисячі осіб за такими профілями: сестринська справа зі спеціалізацією педіатрія, лабораторна справа, гігієна, санітарія та епідеміологія, стоматологія ортопедична, фармація. Без відриву від роботи навчалося понад сто вісімдесят осіб — майбутніх медсестер. Практичні заняття проходили в навчальних кабінетах, що знаходилися в лікувально-профілактичних установах. З 1975 по 1997 р. училище очолював П. В. Колечкін.
За період його роботи значно зміцніла матеріально-технічна база закладу, були модернізовані навчальні кабінети й лабораторії. Позитивний і вимогливий до себе та колективу, він оперативно вирішував питання діяльності закладу. Прислухався до думки колег по роботі, чим заслужив авторитет і повагу серед викладачів та студентів.
В училищі на той час працювало понад вісімдесят штатних викладачів, з них десять відмінників народної освіти, п'ять відмінників охорони здоров'я. Кращі з кращих спеціалісти охорони здоров'я міста, лікарі від Бога навчали майбутніх своїх помічників, а саме: Є. І. Безруков, Д. С. Бугайов, Г. М. Буяков, С. А. Заславська, Б. І. Ірха, І. В. Карпенко, А. А. Плам, В. А. Сидорова, М. Ф. Дука, І. І. Приходченко, Н. С. Тарасова, В. М. Самоходський, С. С. Слуцька, Т. І. Федорова, М. І. Швець, Е. С. Якубовський, В. П. Рибачков, Т. О. Рибачкова, І. І. Арделян, В. П. Арделян, Г. М. Доценко та багато інших.
Тисячі вихованців училища трудяться у лікувальних закладах України та за кордоном. Протягом 10 років було підготовлено 137 медичних працівників для країн Азії і Африки. Значна частина випускників, закінчивши медінститути, сьогодні обіймає керівні лікарські посади, очолює відділення обласних, міських та районних медичних закладів. Імена багатьох із них стали відомими за межами області, у різних структурних підрозділах обласних і міських медичних установ працюють заслужені лікарі України Т. К. Гришина, М. І. Єсаулов, М. М. Осадчий, заслужені працівники охорони здоров'я А. Д. Мельник, В. М. Хамренко. Заступниками головного лікаря обласних лікувальних установ стали Л. О. Литвинова, М. П. Колесникова. А. С. Ляшенко очолює обласну стоматологічну поліклініку, а С. П. Смирнов завідує відділом кадрів Кіровоградського УОЗ. Тривалий час випускниця училища, кандидат медичних наук, заслужений лікар України Зінаїда Лашкул перебувала на посаді начальника управління охорони здоров'я Запорізької облдержадміністрації.
Серед випускників училища є люди, які продовжили свій шлях у науці, захистили кандидатські й докторські дисертації. Зокрема, доктором наук став О. М. Макаренко, він сьогодні очолює лабораторію Київського науково-дослідного інституту психіатрії, кандидатські захистили О. П. Джулай, В. М. Скороход, М. П. Приз, Г. І. Єсаулов, В. М. Тарасов та інші. 
Після закінчення інститутів повернулися на викладацьку роботу до рідного навчального закладу С. В. Багаткін — викладач акушерства та гінекології, О. П. Багаткіна — викладач акушерства та гінекології, В. І. Байдануца — викладач хірургії, Г. О. Бондаренко — викладач анатомії, О. Б. Варава — викладач основ медсестринства, методист коледжу, Т. М. Глоба — викладач основ медсестринства, І. В. Доніна — викладач педіатрії, Л. М. Жаравіна — викладач анатомії, М. Т. Катеринич — завідувач відділенням, викладач інфекційних хвороб, О. А. Коротнюк — викладач психології, С. О. Куц — викладач анатомії, О. В. Кулібаба — викладач фізичного виховання, Л. М. Мізюк — викладач анатомії, Л. О. Нелюб — викладач фізіології з патологією, А. П. Острова — викладач основ права, І. І. Приходченко — викладач фармацевтичних дисциплін, Т. С. Плахтій, К. Л. Савенко, Л. М. Солохіна — викладачі основ медсестринства, О. Г. Фіщенко — викладач зубних хвороб, В. С. Шевчук викладач фармацевтичних дисциплін.

### Кіровоградський медичний коледж ім. Є.Й.Мухіна
У липні 2000 року коледж ліцензовано як вищий навчальний заклад освіти І-ІІ рівнів акредитації з правом підготовки спеціалістів на базі повної та неповної середньої освіти. 2020 рік — навчальний заклад змінив назву на Кіровоградський медичний фаховий коледж ім. Є. Й. Мухіна.
Сьогодні Кіровоградський медичний фаховий коледж ім. Є.Й. Мухіна здійснює підготовку спеціалістів за освітньо-кваліфікаційним ступенем Фаховий молодший бакалавр.
Освітній процес забезпечують 62 штатних викладачі та 16 внутрішніх сумісників, серед яких: спеціалістів вищої кваліфікаційної категорії – 41 особа, з них: 1 доктор філософії з медицини, 1 доктор філософії з педагогіки, 1 кандидат медичних наук, 1 кандидат історичних наук, 3 кандидати педагогічних наук, 1 кандидат географічних наук; 20 осіб зі званням "викладач-методист", 10 спеціалістів І кваліфікаційної категорії та 12 спеціалістів II кваліфікаційної категорії.
Викладачі коледжу постійно працюють над створенням власних підручників, посібників, програм, методичних рекомендацій з усіх навчальних дисциплін. Лише за останні роки видано понад 7 підручників з грифом МОН та МОЗ України для студентів навчальних медичних закладів.

## Структура
У коледжі функціонує 5 відділень:
- І медсестринське
- II медсестринське,
- фельдшерське,
- фармацевтичне,
- післядипломної освіти.

## Адміністрація коледжу
- Директор — Бондарь Світлана Олександрівна
- Заступник директора з навчальної роботи  — Січкар Ольга Юріївна
- Заступник директора з виховної роботи та гуманітарних питань — Попова Наталія Олександрівна
- Заступник директора з економічних питань — Вербенко Тетяна Олександрівна
- Заступник директора з адміністративно-господарської частини — Масленніков Микола Олексійович
- Завідувач практичного навчання — Бірюкова Ірина Дмитрівна
- Завідувачка І медсестринського відділення — Бабич Оксана Володимирівна
- Завідувачка II медсестринського відділення — Шарошкіна Тетяна Анатоліївна
- Завідувач фельдшерського відділення — Мовчан Сергій Васильович
- Завідувачка фармацевтичного відділення  — Крутських Інна Олександрівна
- Завідувачка відділу післядипломної освіти — Мельник Олена Леонідівна
- Завідувач навчально-методичного кабінету — Кучеренко Світлана Сергіївна
- Методист відділення — Бондаренко Зоя Анатоліївна
- Методист відділення — Стародубцова Оксана  Іванівна
- Головний бухгалтер — Лисенко Ольга Володимирівна
- Голова профспілкового комітету — Кучеренко Світлана Сергіївна
- Провідний юрисконсульт —  Дячок  Олена Анатоліївна[1]

## Директори коледжу
- М. Є. Леонтьєв (1928—1931)
- Є. Г. Кавуновська (1931—1941)
- К. С. Карліна (1944)
- Є. П. Фесенко (1944—1946)
- В. К. Ведута (1946—1950)
- Н. Ф. Одиноченко (1950—1953)
- Л. Л. Лементарьова (1953—1973)
- Б. О. Віденко (1973—1975)
- П. В. Колечкін (1975—1997)
- П.І. Сидоренко  (1997—2014)
- С.О. Бондарь (з 2014 року)

## Відомі випускники
- Барабуля Антон Миколайович (1977) — український дипломат.
- Косьмін Олександр Віталійович (15.03.1966—12.07.1987) — воїн-інтернаціоналіст.
- Панченко Дмитро Миколайович (1979—2014) — солдат Збройних сил України, учасник російсько-української війни.
- Романов Федір Анатолійович (1983—2014) — старший солдат Збройних сил України, учасник російсько-української війни.
- Ходак Віктор Іванович (1955—1987) — старший лікар санітарно-епідеміологічного загону, начальник базової лабораторії, старший лейтенант медичної служби.
- Шаров Ігор Федорович (1961) — державний, громадський діяч, народний депутат України.